# يافوخ أمامي
اليافوخ الأمامي هو اليافوخ الأكبر، ويقع عند تقاطع الدرز السهمي، الدرز الإكليلي، والدرز الجبهي . الشكل على شكل معينات، ويبلغ قطره الخلفي حوالي 4 سم وقطره 2.5 سم. يتيح اليافوخ أن تتشكل الجمجمة أثناء الولادة لتسهيل مرورها عبر قناة الولادة وتوسيع المخ بعد الولادة.
يغلق اليافوخ الأمامي عادة ما بين عمر 12 و 18 شهرًا

## الأهمية السريرية
اليافوخ الأمامي مفيد سريريًا. ويشمل فحص الرضيع جس اليافوخ الأمامي. تشير اليافوخ الغارقة إلى الجفاف بينما يشير اليافوخ الأمامي المشدود للغاية أو المنتفخ إلى وجود ضغط داخل الجمجمة. ومع ذلك، هذا ليس مؤشرا معينا على ارتفاع الضغط لأن بكاء الطفل لفترة طويلة قد ينتج عنه نفس التأثير. قد يشير اليافوخ الأمامي الكامل أيضًا إلى التهاب السحايا الوليدي ، وخاصة التهاب السحايا البكتيري الحاد.

## صور إضافية

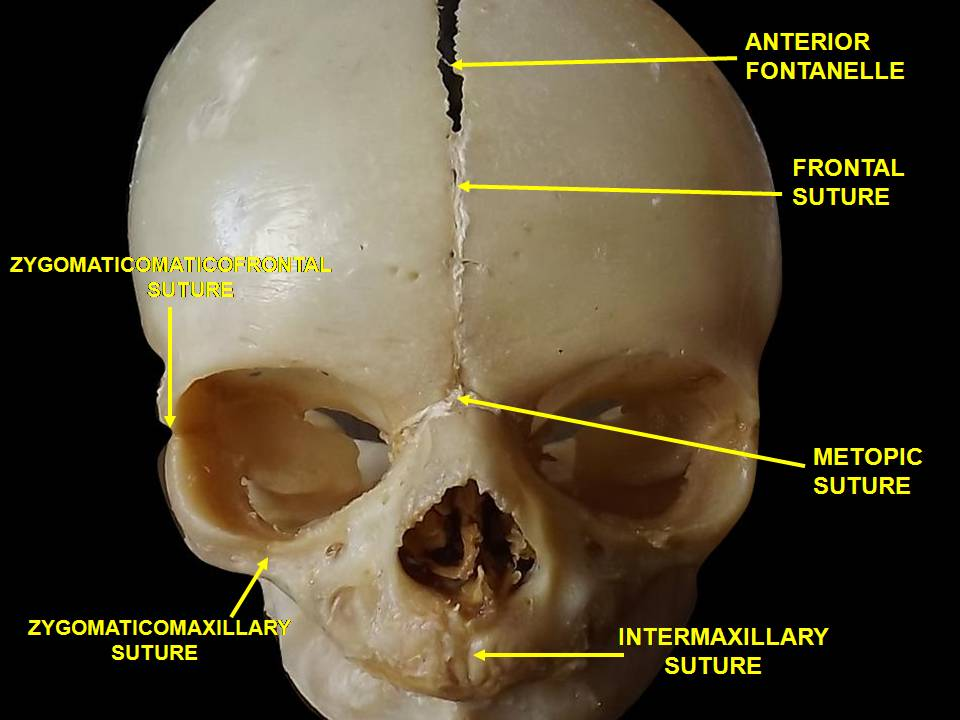
الواجهة الأمامية لجمجمة طفل حديث الولادة.